# Willys-Knight

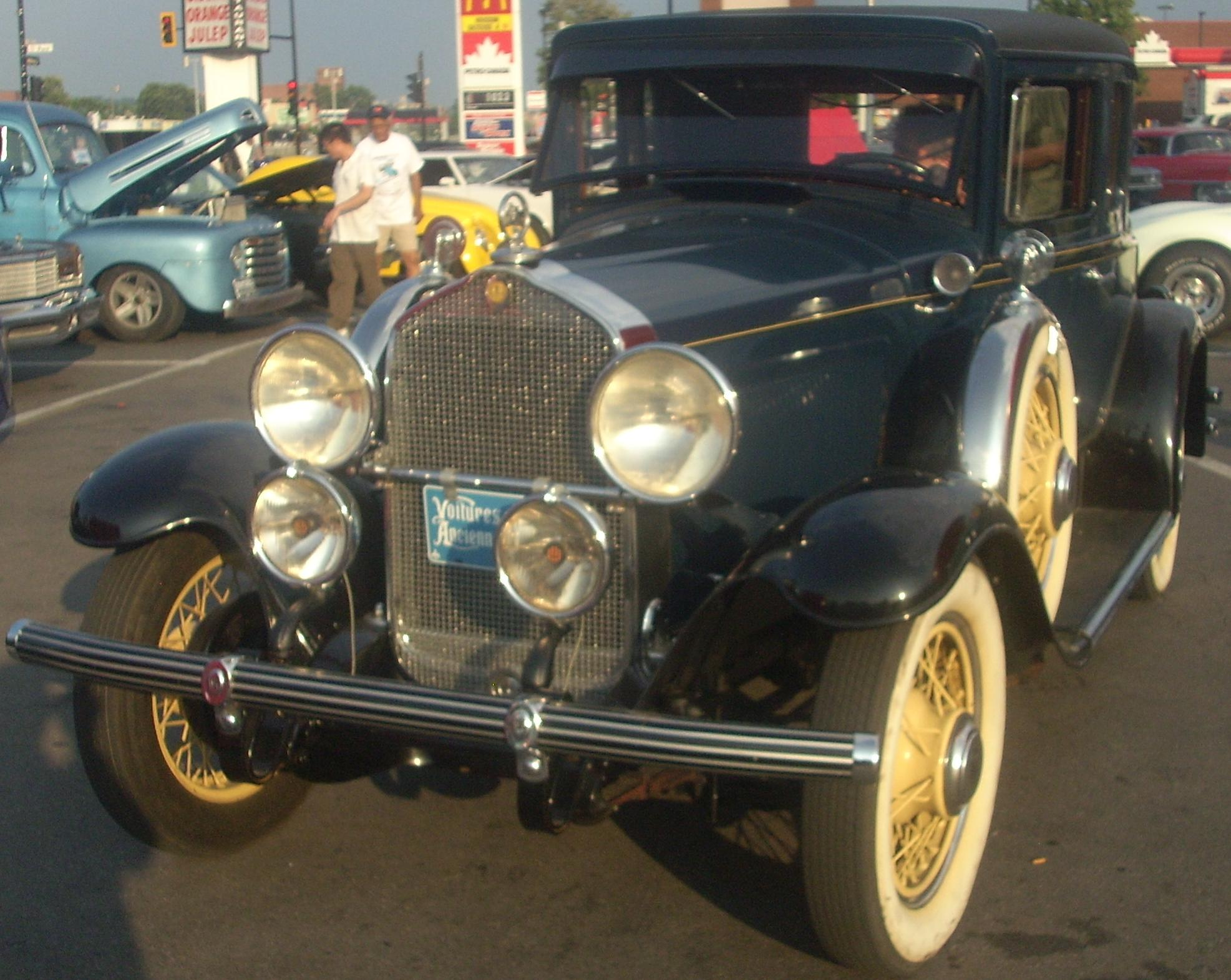
Willys-Knight uit de jaren dertig

Willys-Knight was een auto die werd geproduceerd tussen 1914 en 1933 door het bedrijf Willys-Overland uit Toledo, Ohio.
John North Willys kocht in 1913 de Edward Motor Car Company op Long Island (New York) en verhuisde het bedrijf naar Elyria in de Amerikaanse staat Ohio, waar Willys al een fabriek had die voordien de Garford had vervaardigd. De productie begon met een viercilindermodel dat rond de 2.500 dollar kostte. De Willys-Knight gebruikte een Knightschuivenmotor met meestal vier of zes cilinders.
In 1915 verplaatste Willys de autoproductie naar Toledo maar hij bleef de motoren in Elyria maken. In 1917 werd een V8-model van de Willys-Knight geïntroduceerd, die tot 1919 in productie bleef.
Na 1922 werden er rond de 22.000 Willys-Knights per jaar gebouwd. Willys kocht het bedrijf Steams-Knight uit Cleveland, dat voor de eigen auto's ook een Knightschuivenmotor gebruikte. Dit merk werd het kroonjuweel van het groeiende Willysimperium.
De productie van Willys-Knights werd beëindigd in 1932 toen het inmiddels onder curatele staande bedrijf stopte met de fabricage van duurdere modellen en zich in plaats daarvan ging richten op de goedkope maar degelijke Willys 77.

## Modellen
| Type      | Productietijd | Cilinders | Vermogen       | Wielbasis         |
| --------- | ------------- | --------- | -------------- | ----------------- |
| K 17      | 1915          | 4 cil.    | 45 bhp (33 kW) |                   |
| K 19      | 1915          | 4 cil.    | 45 bhp (33 kW) | 3048 mm           |
| 4 cil.    | 1916          | 4 cil.    | 40 bhp (29 kW) | 2896 mm           |
| 6 cil.    | 1916          | 6 cil.    | 45 bhp (33 kW) |                   |
| 88-4      | 1917-1919     | 4 cil.    | 40 bhp (29 kW) | 2896 mm           |
| 88-6      | 1917          | 6 cil.    | 45 bhp (33 kW) | 3175 mm           |
| 88-8      | 1917-1920     | 8 cil.    | 65 bhp (48 kW) | 3175 mm           |
| 20        | 1920-1922     | 4 cil.    | 48 bhp (35 kW) | 2997 mm           |
| 27        | 1922          | 4 cil.    |                |                   |
| 64        | 1923-1924     | 4 cil.    | 40 bhp (33 kW) | 2997 mm           |
| 67        | 1923-1924     | 4 cil.    | 40 bhp (29 kW) | 3150 mm           |
| 65        | 1925          | 4 cil.    | 40 bhp (29 kW) | 3150 mm           |
| 66        | 1925-1926     | 6 cil.    | 60 bhp (44 kW) | 3200 mm           |
| 70        | 1926          | 6 cil.    | 53 bhp (39 kW) | 2870 mm           |
| 66 A      | 1927-1929     | 6 cil.    | 70 bhp (51 kW) | 3200 mm / 3429 mm |
| 70 A      | 1927-1929     | 6 cil.    | 53 bhp (39 kW) | 2883 mm           |
| 56        | 1928-1929     | 6 cil.    | 45 bhp (33 kW) | 2781 mm           |
| 70 B      | 1929-1930     | 6 cil.    | 53 bhp (39 kW) | 2858 mm           |
| 66 B      | 1930          | 6 cil.    | 87 bhp (64 kW) | 3048 mm           |
| 6-87      | 1930          | 6 cil.    | 45 bhp (33 kW) | 2781 mm           |
| 66 D      | 1931-1932     | 6 cil.    | 87 bhp (64 kW) | 3073 mm           |
| 95 Deluxe | 1932          | 6 cil.    | 60 bhp (44 kW) | 2870 mm           |
| 66 E      | 1933          | 6 cil.    | 87 bhp (64 kW) | 3073 mm           |